# Boom Clap
Boom Clap è un singolo di Charli XCX, il primo estratto dal suo terzo album Sucker, pubblicato il 17 giugno 2014.

## Video musicale
Il video musicale, diretto dal regista Sing J. Lee, vede alternarsi scene dove Charli XCX canta il brano in diverse zone della città di Amsterdam ad altre estratte dal film Colpa delle stelle. Le scene ad Amsterdam sono state girate il 2 giugno 2014.

## Tracce
Testi e musiche di Charli XCX, Fredrik Berger, Patrik Berger e Stefan Gräslund.
Download digitale
1. Boom Clap – 2:49

Download digitale - Remixes
1. Boom Clap (Aeroplane Remix) – 5:14
2. Boom Clap (ASTR Remix) – 3:19
3. Boom Clap (Surkin Remix) – 3:40
4. Boom Clap (Elk Road Remix) – 3:40
5. Boom Clap (Cahill Remix) – 5:28

CD (Germania)
1. Boom Clap – 2:50
2. Boom Clap (Aeroplane Remix) – 5:15

## Classifiche

### Classifiche settimanali
| Classifica (2014) | Posizione massima |
| ----------------- | ----------------- |
| Australia         | 9                 |
| Austria           | 26                |
| Belgio (Fiandre)  | 35                |
| Belgio (Vallonia) | 22                |
| Canada            | 8                 |
| Finlandia         | 15                |
| Francia           | 15                |
| Germania          | 36                |
| Irlanda           | 8                 |
| Italia            | 3                 |
| Libano            | 17                |
| Nuova Zelanda     | 7                 |
| Paesi Bassi       | 28                |
| Regno Unito       | 6                 |
| Stati Uniti       | 8                 |
| Svezia            | 14                |
| Svizzera          | 33                |

### Classifiche di fine anno
| Classifica (2014) | Posizione |
| ----------------- | --------- |
| Italia            | 46        |

## Uso nei media
Il brano è stato inserito nella colonna sonora del film del 2014 Colpa delle Stelle, diretto da Josh Boone.